# De Waterlanden
Het waterschap de Waterlanden was een waterschap in de Nederlandse provincie Noord-Holland het waterschap bestond van 1981 tot 2002.
Het waterschap ontstond na een fusie van de waterschappen Purmer, Beemster en Wormer en vele omliggende waterschappen. In 2003 ging het waterschap op in het nieuwe Hoogheemraadschap Hollands Noorderkwartier.
Het waterschap was verantwoordelijk voor de waterbeheersing in de regio Waterland. Alleen het water binnen de dijken viel onder het waterschap, de uitwaterende sluizen (sluizen die met het Markermeer in verbinding stonden) werden beheerd door het Hoogheemraadschap van Uitwaterende Sluizen in Hollands Noorderkwartier die eveneens de dijken beheerde.